# Historia miasta Lubsko
Lubsko (niem. Sommerfeld) – jedno z najstarszych miast na terenie Dolnych Łużyc. Liczne wykopaliska archeologiczne na terenie miasta i okolic świadczą o osadnictwie już w okresie kultury łużyckiej. Dynamiczny rozwój miasta nastąpił głównie w czasie niemieckiego Ostsiedlung w XII i lokacji miasta w XIII wieku.

## Pod Marchią Łużycką
Nazwa miasta miała pojawić się po raz pierwszy w dokumencie margrabiego Henryka I z roku 1106 dającym przywilej budowy umocnionego grodu w czasie nasilenia niemieckiej kolonizacji. Wówczas margrabia już nie żył, czyli dokument cytowany jedynie w kronice miejskiej pastora Möllera jest najprawdopodobniej współczesnym fałszerstwem, aby uzasadnić pretensje Marchii Łużyckiej wśród skłóconych spadkobierców w rodzinie Wettynów.
Prawa mieszczan miały być rozszerzone w 1283 przez margrabiego Henryka Dostojnego. W dokumencie, który nie jest ani aktem założenia, ani nadaniem miastu prawa magdeburskiego oraz istnieje tylko jako odpis, wymienia się wielokrotnie tkaczy. Otrzymali oni przywileje uczestniczenia w targowiskach w liczbie dwóch czterokonnych wozów, za które nie musiano płacić cła. Miasto musiało już wtedy mieć umocnione wały obronne, dla których otrzymano zezwolenie na rozbudowę. Z miasta prowadziły dwie bramy: na północ do Gubina i na południe do Żar. W mieście na zamku rządził advocatus (Landvogt) w imieniu margrabiego.

## Pod Marchią Brandenburską
Po śmierci margrabiego Henryka doszło do starć wśród spadkobierców rodu Wettynów. Jego wnuk, Dytryk III (Diezmann) sprzedał w 1304 miasto brandenburskim Askańczykom Ottonowi IV. i Waldemarowi. W ten sposób miasto dostało się po raz pierwszy pod władanie Brandenburgii.
Następujące lata były naznaczone przez upadek gospodarki, słabe żniwa i głód. Przed swoją śmiercią dał margrabia Waldemar w 1318 przywilej sądowniczy dla miasta, które mogło odtąd sądzić zbrodnie popełnione w obrębie murów. Zostało również nadane prawo do stałego utrzymywania sądów, wybieranego na jeden rok sędziego oraz trzech dożywotnych ławników. Po śmierci Waldemara doszło do walk pomiędzy spadkobiercami i władcami sąsiednich księstw. Wkrótce wkroczył do marchii od południa Jan Luksemburski i zajął miasto w drodze na Gubin. W 1323 zostało miasto przekazane przez króla niemieckiego (jako prawomocny spadkobierca po Askańczykach) Ludwika IV Wittelsbacha jego najstarszemu synowi Ludwikowi V Brandenburskiemu. Nowy władca miasta nadał w 1343 przywileje zwalniające od cła na terenie całej marchii. W 1350 rada miejska otrzymała młyn wodny na rzece Lubszy.
W 1353 miasto zostało zastawione przez margrabiów brandenburskich landgrafowi Miśni Fryderykowi III. On to nadał w 1359 roku prawo do wolnego handlu z Frankfurtem nad Odrą i całą Brandenburgią, które zostało potwierdzone rok później przez Ludwika IV Rzymianina.

## Pod śląskim księstwem Świdnicko-Jaworskim
Przez układ rozwiązujący kwotę zastawu pomiędzy cesarzem Karolem IV Luksemburskim i brandenburczykami miasto dostało się między 1364-1368 do rąk krewnego cesarza, Bolka Świdnickiego z rodu Piastów śląskich. Rada miasta wykorzystywała za każdym razem zmiany władcy: również Bolko potwierdził miastu liczne przywileje.

## Pod Czechami
Po bezpotomnej śmierci Bolka wróciło miasto w ręce cesarza i wkrótce jego małoletniego syna. W ten sposób miasto dostało się na prawie sto lat pod władanie czeskie. Król Wacław IV nadał miastu w 1411 prawo bicia własnej monety. W następnym stuleciu doszło do prywatyzacji miasta, które zostało oddane w zastaw rodzinie Biberstein.
W kwietniu 1430 miasto zostało splądrowane i częściowo spalone przez husytów, przechodzących w sile 300 pieszych i konnych w kierunku Bobru. W sierpniu 1431 pod murami pojawili się powstańcy ponownie, ale tym razem zadowolili się furażem i wszystkimi końmi z miasta.
Około 1457 urodził się w mieście humanista Jan Rak (młodszy), syn miejskiego młynarza.

## Ponownie w Brandenburgii
Podczas wojny marchialnej pomiędzy elektorem brandenburskim Albrechtem Achilles a Janem II Żaganskim miasto przechodziło wielokrotnie z rąk do rąk. Na mocy pokoju w Kamieńcu Sommerfeld przeszedł w 1492 we władanie Brandenburczyków. Od tego momentu aż do 1945 należało miasto, obok Krosna Odrzańskiego, nieustannie do Brandenburgii. Wraz z najbliższą okolicą tworzyło ono lądowy klin brandenburski pośród saskich Łużyc Dolnych.
Dnia 13 lipca 1496 Sommerfeld został prawie doszczętnie zniszczony przez pożar. Odbudowa miasta następowała szybko dzięki ulgom nadanym przez margrabiego. Z tego okresu pochodzi kościół farny.
Przez cały XVI wiek miasto rozwijało się, nie zakłócone przez żadne wojny. Szczytem budowlanym tej złotej epoki jest renesansowy ratusz, zbudowany przez włoskiego architekta. Pożary miały miejsce jeszcze w 1597 i 1609.
Prywatyzacja miasta była dokonana w 1543 roku, gdy przeszło na własność rodziny von Pack i następnie von Kotwitz. Skutkiem były późniejsze nieustające konflikty pomiędzy właścicielami i rada miasta. Ta ostatnia powołała w 1611 nawet straż miejska, aby chronić mieszkańców przed zamkowymi pachołkami.
Podczas wojny trzydziestoletniej Sommerfeld ucierpiał w dużej mierze. Najpierw przeszły przez miasto wojska brandenburskie. W październiku 1627 zajął miasto Wallenstein w czasie pogoni za grafem von Mansfeld.
Wallenstein wraz ze swoimi oddziałami odwiedzał miasto wielokrotnie, które każdorazowo obarczał dużymi kontrybucjami.
Tylko między 1627 i 1629 "...miasto zostało około 20 razy splądrowane"
W roku 1632 Sommerfeld padło ofiarą szalejących oddziałów chorwackich Ferdynanda II. Miasto zostało splądrowane i tym razem zostało zamordowanych wiele kobiet i dzieci. Do ofiar wojny doszły 580 zmarłych na dżumę (większość mieszkańców miasta) w 1633 roku. Po przystapieniu do wojny Szwedów, również oni przechodzili wielokrotnie przez miasto na czele z pułkownikiem muszkieterów Torsten-Eisenfuss. Bardzo powoli odbudowywało się miasto po skończeniu wojny. Również najbliższa okolica z wieloma wioskami doznała dotkliwych strat. Winnice wokół Sommerfeld zostały prawie doszczętnie zniszczone i od tego czasu zaniechano uprawy winorośli.

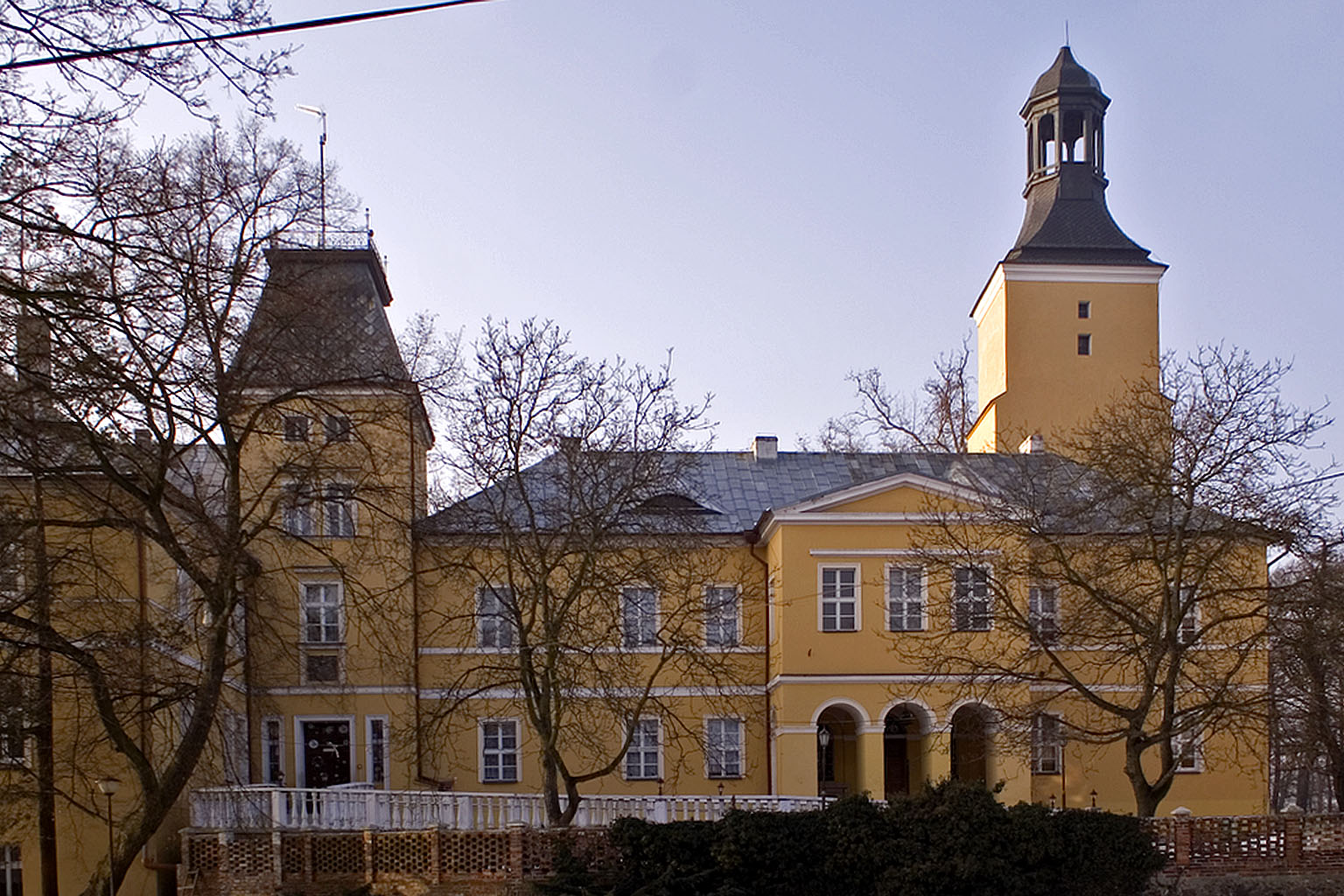
Zamek

Wojny XVIII wieku oszczędziły wprawdzie miasto, ale obłożyły je wysokimi obciążeniami. W czasie wojny siedmioletniej przechodziły wielokrotnie przez miasto królewskie korpusy pruskie Fryderyka Wielkiego oraz korpusy austriackie. W sierpniu 1759 musiało miasto wielokrotnie dostarczyć furażu i zaopatrzenia dla armii cesarskiej. Wielu czołowych radnych zostało zabranych jako zakładnicy do Pragi, trzymanych tam przez wiele lat.
Podczas wojen napoleońskich przez miasto przechodziły obce armie, obciążając je kontrybucjami. W lipcu 1813 sprawdziła się miejska Landwehra, która obroniła miasto przed oddziałami francuskimi, pragnącymi wedrzeć się przez mury.

## Pod Prusami

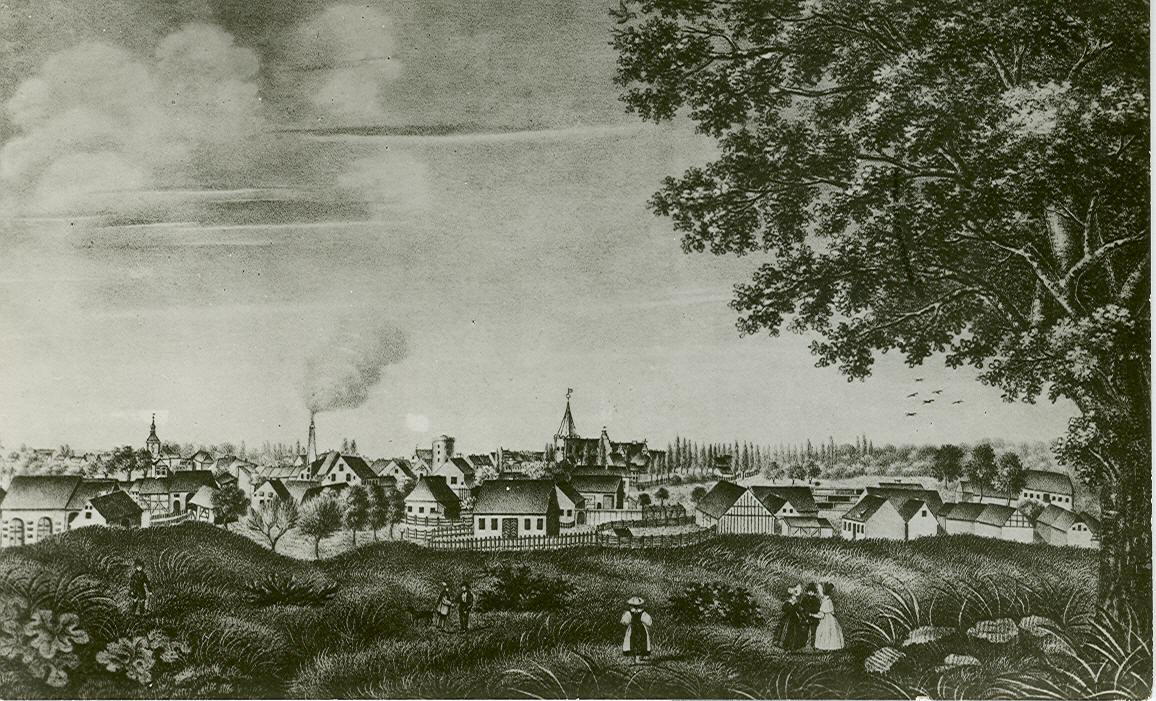
Widok miasta z 1841 według Daniela Murmanna

Reformy w Prusach w roku 1807 przyniosły miastu niezawisłość od prywatnych właścicieli. Miasto otrzymało wybieralnych radnych i przejęło administrację we własne ręce. W 1815 miasto zostało częścią powiatu Crossen.
Jako pan na zamku został wymieniony jeszcze w 1793 roku joannita George Friedrich von Beerfelde. Jego potomkowie począwszy od roku 1840 przebudowali zamek wielokrotnie, który przybrał dzisiejszą formę.
Industrializacja zaczęła się w mieście wraz z uruchomieniem pierwszej maszyny parowej i zbudowaniem pierwszego komina fabrycznego w roku 1835. W tym czasie rozebrano także mury miejskie. Resztki umocnień zostały zachowane do dziś w postaci wieży pachołków u bramy żarskiej oraz fragmentów murów w ścianach kilku domów.
Również nastąpił wzrost gminy żydowskiej. W 1844 policzono 26 Żydów w mieście, a po 2 latach już 47. Wkrótce został założony osobny cmentarz żydowski, którego resztki także przetrwały do dziś.
W 1846 przeprowadzono przez Sommerfeld linię kolejową Berlin-Breslau.
W 1857 uruchomiono gazownię miejską i w 1863 ułożono wodociągi. Oświetlenie uliczne z gazowymi lampami zostało wprowadzone w 1896.
W drugiej połowie XIX wieku liczba mieszkańców wzrastała stale, powstało wiele nowych fabryk tekstylnych i cegielni. Miasto przeżyło boom gospodarczy epoki i stało się największym ośrodkiem miejskim w powiecie. Obok wzrostu gospodarczego rozwijała się też infrastruktura służbowa. Powstały nowe szkoły, szpital, teatr i kilka hoteli.
Pierwsza wojna światowa zastopowała wzrost miasta. Od tego czasu liczba mieszkańców malała stale aż do roku 1939. Również struktura gospodarcza zmieniła się w czasie wielkiego kryzysu gospodarczego. Małe zakłady zostały przejęte przez kilka spółek akcyjnych a produkcja skoncentrowana.
Miejski zamek został sprzedany przez właścicieli w 1930 roku. Od tego czasu, z kilkoma przerwami, służy budowla jako dom opieki społecznej.

## III Rzesza i II wojna światowa
W czasie II wojny światowej miasto nie zaznało alianckich nalotów bombowych. W licznych fabrykach pracowali robotnicy przymusowi z zajętych przez Niemców krajów. Przede wszystkim fabryki tekstylne, cegielnie i małe zakłady maszynowe były zdane na obcą siłę roboczą. W 1943 doszło wśród rosyjskich robotnic z fabryki kapeluszy Lambert do protestu i strajku ze względu na szykany ze strony dyrekcji manufaktury.
W końcu stycznia 1945 w regionie pomiędzy Sommerfeld, Forst i Guben działała grupa zwiadowcza "Wisła", która tutaj została pomyłkowo zrzucona. Poza wywiadem w i wokół miasta dokonała ona 8 lutego 1945 aktu sabotażu na linii kolejowej między Sommerfeld i Crossen. Ze względu na napady zbrojne z zamiarem zdobycia prowiantu obawiano się tej grupy wśród ludności cywilnej na wioskach.
Na początku lutego 1945 Sommerfeld dostał się w zasięg bitwy nad Bobrem. Rankiem 13 lutego dokonała Armia Czerwona wyłomu w niemieckiej obronie na rzece Bóbr (oddalonej o 20 km) i podeszła pod miasto. W ciągu dnia odjeżdżały jeszcze z dworca pociągi z uchodźcami w kierunku zachodnim. Wieczorem osiągnął 6 Zmotoryzowany Korpus Gwardyjski (Płk. M. Orłow) miasto Sommerfeld i rozpoczęły się walki. W dniu 14 lutego oddziały uderzeniowe pociągnęły przez część miasta dalej w kierunku Nysy na południe od Guben. Kilka dni później natknięto się na polską grupę zwiadowczą, której żołnierzy nieomal rozstrzelano jako "dywersantów".
Kontratak niemieckich sił w kierunku Benau i Bobru rozwinął się 15 lutego. W ten sposób zostało miasto z powrotem odzyskane przez brygadę szturmową Dirlewanger.
W dniu 19 lutego stało miasto ponownie pod ostrzałem artyleryjskim, przy czym trafiona została wieża kościoła na rynku, ale nie uszkodzona. Walki na wschód od Sommerfeld trwały dalej aż do 20 lutego, gdy niemieckie wojska zaczęły się wycofywać. Sommerfeld zostało ponownie zajęte przez oddziały sowieckie rankiem następnego dnia. Nocą z 20 na 21 lutego przeciągnęły jeszcze przez miasto oddziały niemieckie w kierunku na Guben z zamiarem koncentracji za Nysą. Podczas walk zostało uszkodzonych kilkanaście domów.
Po zajęciu miasta doszło do typowych ówczesnych ekscesów na ludności cywilnej. Wkrótce rozpoczęto wymontowywanie technicznego aparatu z większości zakładów i wywózce tegoż do Związku Radzieckiego. Także niektórzy urzędnicy miejscy byli deportowani na wschód i mordowani.

## Polska Ludowa
W dniu 3 czerwca 1945 zostało miasto oddane przez sowieckiego komendanta w ręce polskiej administracji. Miasto otrzymało początkowo nazwę Zemsz i od 1947 nazwę Lubsko, pochodzącą od nazwy rzeki. Jako rezultat Konferencji Poczdamskiej stał się Sommerfeld częścią Polski a ludność niemiecka została przymusowo przesiedlona już w końcu czerwca 1945, jeszcze przed oficjalnymi ustaleniami. Jako następujący osiedleńcy napływali polscy przymusowi wysiedleńcy z byłych polskich tzw. Kresów Wschodnich. Zniszczenia i skutki plądrowania na parku maszynowym w licznych zakładach były w większości usunięte do początku roku 1946, więc można było ponownie ruszyć produkcję w największych fabrykach tekstylnych.
W następujących latach było miasto, jak wiele innych przejętych przez polską administrację, traktowane przez wielu przesiedleńców i częściowo przez centralne władze w Warszawie jako źródło zaopatrzenia i szabru. Zabudowania kilku ulic miasta zostało w końcu lat 40. rozebranych, aby zdobyć materiał na odbudowę stolicy. Rabunkowa gospodarka w mieście po 1945 w czasie socjalizmu realnego bazowała wciąż na od Niemców przejętej infrastrukturze, która przez długi czas nie była rozbudowywana. Komunikacja okręgowa grała małą rolę ze złymi połączeniami regionalnymi.
Pod koniec lat 60. dochodziło do ograniczonych reinwestycji w zakładach w mieście. Wzrost ludności przebiegał stale, aż Lubsko stało się miastem powiatowym pomiędzy 1954 i 1975. Ten okres był naznaczony przez dynamikę lokalnego charakteru. Po politycznym zbliżeniu do RFN, tejże zmianie polityki wschodniej oraz podpisaniu Układu w Warszawie w 1970 doszło do krótkotrwałej rozbudowy państwowego handlu i przemysłu. Ochrona środowiska nie grała przy tym żadnej roli. W Lubsku powstały nowe osiedla, szkoły i biblioteka miejska. Po reformie administracyjnej w 1975 miasto zostało zdegradowane do małej gminy. Charakter miasta na peryferiach państwa polskiego, daleko oddalonego od centralnych ośrodków administracyjnych został jeszcze bardziej podkreślony.
Osłabienie infrastruktury gospodarczej i niskie obroty państwowego handlu zaznaczało również tutaj postępujący kryzys warszawskiej gospodarki planowej.

## III Rzeczpospolita
Po zmianach w 1989 roku doszło do masowych zwolnień zatrudnionych i gwałtownego wzrostu bezrobocia (czasowo ponad 40%).
Infrastruktura gospodarcza prawie załamała się. Tylko kilka zakładów kontynuowało produkcję. Ruch kolejowy został zaniechany i od tego czasu miasto jest osiągalne tylko przez drogi regionalne. Wielkie zakłady tekstylne i cegielnie stały od początku pod administracją wojewódzką i zostały sprywatyzowane. Ponieważ były to przypadki oszustw, doszło do szybkiego upadku zakładów, plądrowania maszyn i na początku XXI wieku doszczętnej rozbiórki. Po przystąpieniu Polski do UE miasto bierze udział w kilku projektach gospodarczych Unii. Dzięki inwestycjom zagranicznym zmalała stopa bezrobocia do ok. 20% (2008).

## Lubsko i kolej żelazna

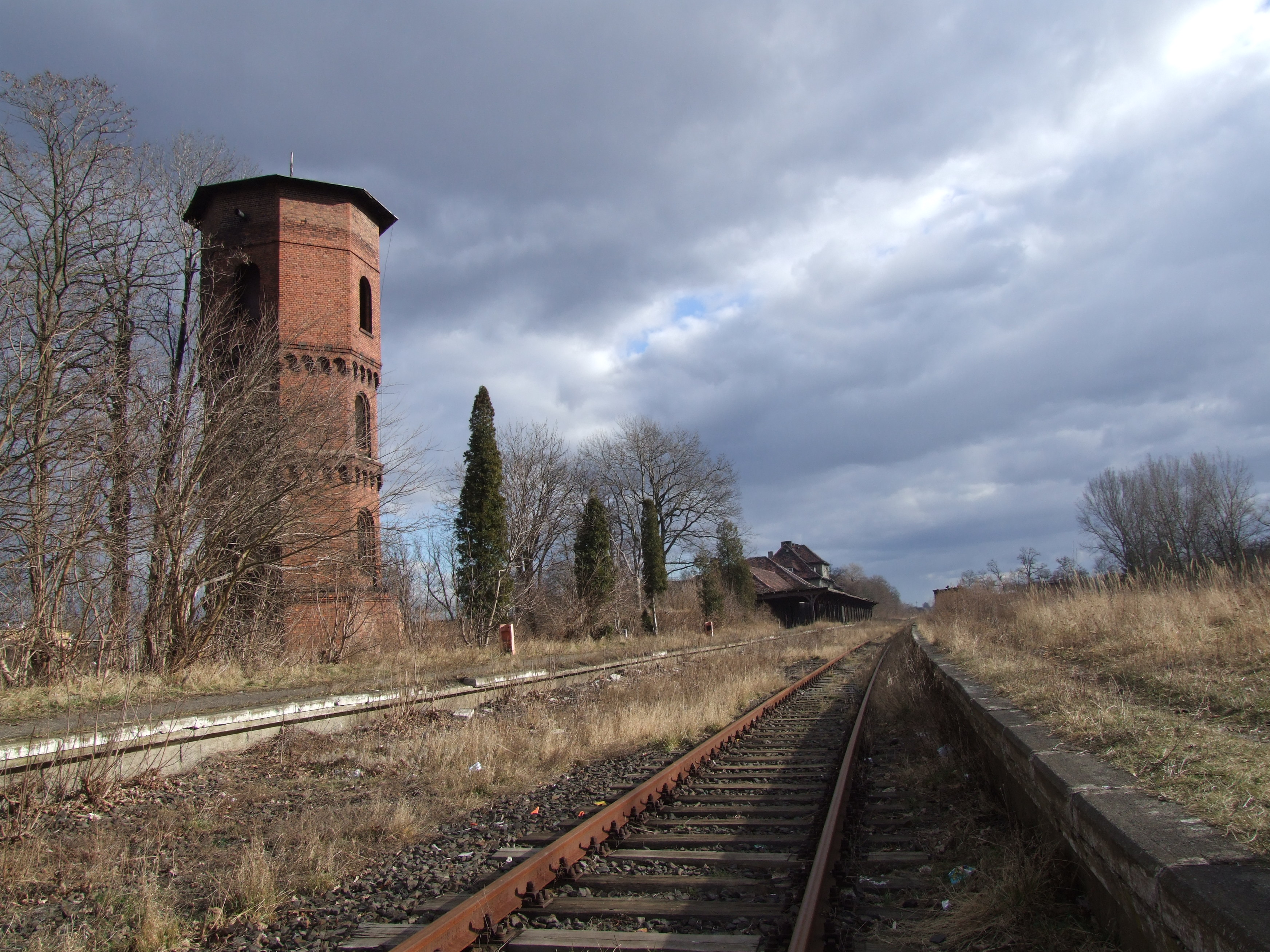
Urządzenia kolejowe

Ponieważ Lubsko leżało pośrodku trasy Berlin–Breslau, od połowy XIX wieku rozbudowano tu kolejowy park maszynowy. Później rozbudowano inne trasy kolejowe do Krosna, Żagania i Zielonej Góry przez Bieniów. W końcu XIX wieku powstała prywatna linia kolejowa do Bad Muskau przez Tuplice i dalej do Weißwasser. Miasto stało się wówczas ważnym węzłem kolejowym. Po 1945 ruch kolejowy został mocno ograniczony, gdyż połączenia do Berlina i Weißwasser zamknięto. Komunikacja kolejowa grała coraz  mniejszą rolę, bo połączenia były niedogodne. W 1984 zawieszono kursowanie pociągów do Krosna, w 1986 do Gubinka, w 1991 do Tuplic, by w 1995 zaniechać ostatecznie komunikacji osobowej ze względu na nierentowność. Kolejowy dworzec osobowy został zamknięty, lecz dworzec towarowy pozostawał czynny. Od tego czasu urządzenia kolejowe niszczeją a park maszynowy jest rozebrany. Obecnie infrastruktura kolejowa w Lubsku ograniczona jest do niezbędnego minimum, tzn. dwóch torów do dojazdu i oblotu składu. Stacja towarowa już nie istnieje. Linie do Tuplic, Krosna i Gubina zostały rozebrane. Rozszabrowane przez złomiarzy zostały odstawione na stacji parowozy Pt47-2 i Pt47-105. Rozebrano lub zniszczono prawie wszystkie budynki użyteczności kolejowej - nastawnię, jedną z parowozowni, budynek drużyn konduktorskich, wiaty peronowe (oprócz zadaszenia peronu I, które, choć jeszcze stoi, jest w bardzo złym stanie), windy bagażowe, itp. Resztki infrastruktury służą obecnie dowozowi paliwa do pobliskiej stacji paliw.

## Religie

### Reformacja w XVI wieku
Reformacja przebiegała w Sommerfeld bardzo zawikłanie.
W 1524 roku proboszcz Simon Kuhne skarżył się u elektora Joachima I, że "burmistrz nakazał tylko dawać połowę cinzu i trzydziesięciny zakazał. Księża muszą głodować ". W tym czasie przybył już do miasta kaznodzieja luterański Michael Reuther, były brat Zakonu Świętego Ducha w Cottbus, o którym pisał jeszcze proboszcz:
"On zapuścił włosy, krzyż i modlitewnik zaniechał, świecki ubiór przybrał, nosi czerwony szkocki beret, czerwony płaszcz i wycięte buty, chce poślubić młodą wdowę i nie jest za bardzo uczony...".
Do tego doszły skargi, że miejscy masarze zabrali i sprzedali jego płaszcz. Przeciwko proboszczowi skarżono zaś, że: 
"... on ewangelickiemu kaznodziei dzwonienia zakazał i poprzez nieustające granie organów w kazaniu przeszkadzał.
 W 1527 już wyglądało inaczej: proboszcz "...wziął sobie żonę – Annę, córkę cyrulika Fabianusa i stał się luteraninem. Przy tym nazywa siebie "Lekturist"". Książę elektor Joachim nakazywał w liście do burmistrza i rady miejskiej, "aby katolickie ceremonie używali i luterańskie odpędzili".

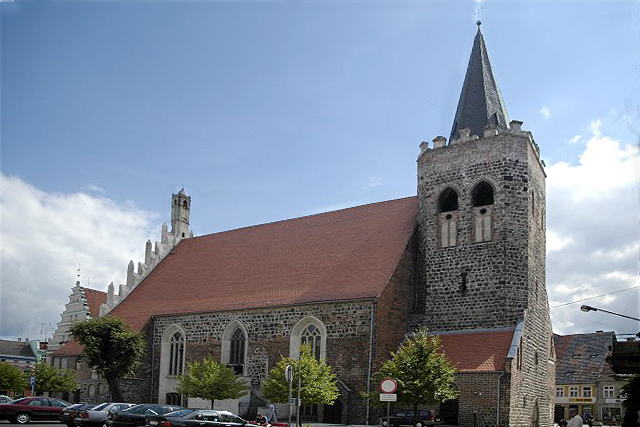
Kościół Nawiedzenia Najświętszej Maryi Panny

Ze strachu przed represjami elektora reformacja była praktykowana tylko nieoficjalnie. Po jego śmierci przyszedł do miasta w 1537 pierwszy oficjalny pastor ewangelicki Bartłomiej Frantz z Wittenbergi. Rok później nastąpiło formalne zastąpienie katolickiego obrządku w mieście i mieszkańcy do roku 1542 przeszli kompletnie na ewangelicyzm. Również słowiańska ludność okolicy opowiedziała się po stronie nowej nauki. W kościele Św. Mikołaja w mieście odprawiano msze w mowie serbołużyckiej aż do początku XIX wieku. Oficjalne rozwiązanie kościoła ewangelickiego na wschód od Odry i Nysy Łużyckiej nastąpiło 31 X 1946 poprzez zarządzenie polskich władz.

### Rekatolicyzacja w XX wieku
Pod koniec XIX wieku do miasta przybywało coraz więcej robotników z Wielkopolski oraz z innych części Niemiec, szukając zatrudnienia w lokalnym przemyśle. Z czasem tak wzrósł udział wyznawców katolickich, że w 1908 zbudowano nowy kościół katolicki w stylu neogotyckim. Po 1945 dwa ewangelickie kościoły zostały przemianowane na katolickie, ponieważ napływowa ludność była w większości rzymskokatolicka. Kościół św. Mikołaja jako nieużywany niszczał i w latach 60. został rozebrany. Pod koniec XX wieku gmina katolicka w mieście została podzielona na dwie parafie.